# Jaroslav Petřík (scenárista)
Jaroslav Petřík (29. září 1941 Napajedla – 30. dubna 1990 Napajedla) je český scenárista, dramaturg a autor námětů. Narodil se a žil v Napajedlích. Studoval na Střední odborné uměleckoprůmyslové škole v Čimelicích a FAMU v Praze obor Dramaturgie. Pracoval jako dramaturg a scenárista zejména pro dětskou tvorbu ve Filmovém studiu ve Zlíně.

## Filmografie
- 1988 Nebojsa – scénář, námět
- 1986 Strašák – scénář
- 1985 Opičí láska? – scénář
- 1984 Tajemství staré půdy – scénář
- 1983 O statečném kováři – scénář
- 1982 Prak darebák – scénář
- 1981 Kopretiny pro zámeckou paní – scénář
- 1981 Rozpustilí bráškové – scénář
- 1978 Jedno malé sídliště (TV seriál) – scénář
- 1978 Leť, ptáku, leť! – scénář
- 1978 Nekonečná – nevystupovat – scénář, námět
- 1975 Léto s Katkou (TV seriál) – scénář, námět
- 1975 Táto, něco bouchlo – scénář
- 1972 Nikto nie je doma (TV seriál) – scénář
- 1971 Metráček – scénář
- 1970 Jak šli nadělovat – scénář, námět

## Dramaturgie (výběr)
- 1990 Autíčková romance
- 1989 Jak se maluje radost
- 1987 Sedmé nebe
- 1986 Láska a zelí, Outsider
- 1985 Do zubů a do srdíčka
- 1984 Výbuch bude v pět
- 1983 Stav ztroskotání, Třetí skoba pro Kocoura
- 1982 Za humny je drak
- 1981 Bumerang, Evoluce, Holoubek, Konec kouzelníka Uhahuly
- 1979 Housata, Chlapi přece nepláčou, Jak si Jakub naposledy vystřelil, Uspávanka
- 1978 Příhody Brouka Pytlíka
- 1977 Ferda v cizích službách, Ferda v mraveništi, Proč nevěřit na zázraky, Příhody Ferdy Mravence, Toman a lesní panna